# 松山時夫
松山 時夫（まつやま ときお、1910年（明治43年）1月 - 1999年（平成11年）1月27日）は、昭和初期の歌手、教育者。本名は柳 歳一（やなぎ としかず）。

## 経歴
山口県小野田市生まれ。1932年（昭和7年）、東京音楽学校在学中にレコード歌手としてデビューし、パーロホン・リーガルレコード・オーゴンレコードなどにアルバイトとして吹き込んだ。1933年（昭和8年）、高橋掬太郎が作詞しパーロホンから発売した「片瀬波」が大ヒットし、パーロホンがコロムビアに吸収合併された後もリーガルレコードより再発売された。
歌手活動の期間を通して、ステージにも放送にもただの一度も出演しなかったため、長らく素性は謎であった。また声質が松平晃と酷似していたため、「松山時夫」は松平の変名とする誤解があり、実際、1946年（昭和21年）3月にコロムビアから再々発売された「片瀬波」は、パーロホンのオリジナル盤、リーガルの再発盤と同一音源であるにもかかわらず歌手名が松平となっている。また、同じく声質の似ている山田道夫の変名と推測する見方もあった。
同級の藤山一郎が校外演奏を禁止した学則に反してレコードの吹き込みを行っていた事実が学校関係者に知られ、退学になりかかったことを知っていたため、学校関係者に正体が発覚しないよう吹き込む度に名義を変え、松山時夫のほか「青柳静夫」「柳凉二」などの変名を使用した。本人の記憶によれば、7種の芸名を使い分けたとのことである。
1933年（昭和8年）に東京音楽学校を卒業すると共に歌手を引退して教育者の道に進む。卒業後、富山県魚津市に赴任し旧制中学と高等女学校の兼任音楽教師となる。その傍ら上京しレコードの吹き込みも行った。リーガルレコードの目録では、1937年（昭和12年）2月の「佐渡の夕焼け」まで確認されている。アルバイト歌手として吹き込んだ楽曲の総数は50曲ほどになる。
その後、西宮市立西宮高等女学校（現：西宮市立西宮高等学校）教諭、兵庫県立神戸高等学校教諭、武庫川女子大学教授や音楽団体の顧問を歴任した。合唱指導者として神戸高等学校合唱部を計5回優勝に導いた。
1967年（昭和42年）〜1968年（昭和43年）頃、テレビの懐メロ番組への出演依頼を受け「片瀬波」の作詞者・高橋らが「松山時夫」の行方を捜したが、結局見つからないまま終わった。
1997年（平成9年）に神戸新聞が松山を取材する。当時は兵庫県西宮市に在住していた。
1998年（平成10年）に神戸市文化活動功労賞を受賞。
1999年（平成11年）1月27日、気管支炎のため死去した。